# 霍恩菲谢尔恩
霍恩菲谢尔恩是德国梅克伦堡-前波莫瑞州的一个市镇。总面积18.96平方公里，总人口651人，其中男性323人，女性328人（2011年12月31日），人口密度34人/平方公里。